# Mișcarea Rastafari

Steagul Imperiului Etiopian, venerat de mișcarea Rastafari

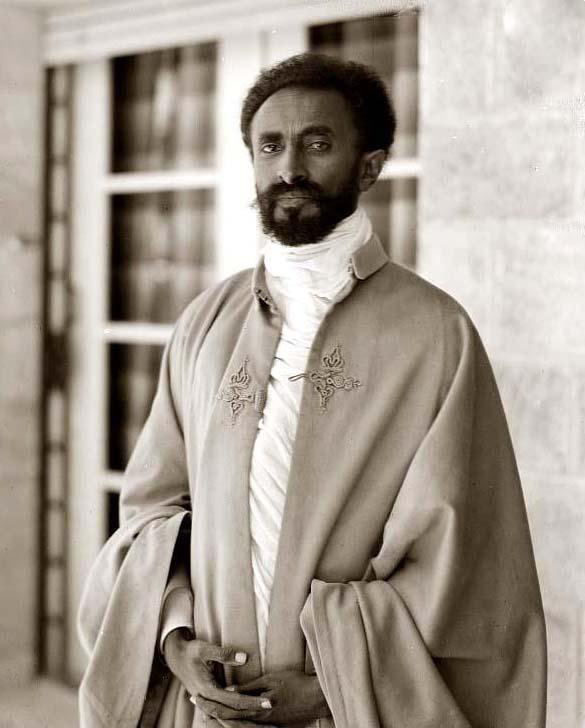
Haile Selassie (1892-1975)

Mișcarea Rastafari (cunoscută și ca Rastafari sau mai simplu Rasta) este o mișcare religioasă nouă monoteistică, Abrahamică, ce îl recunoaște pe Haile Selassie I, fostul Împarat al Etiopiei ca fiind încarnarea lui Dumnezeu, denumit și Jah sau Jah Rastafari. Haile Selassie este văzut și ca parte din Sfânta Treime și ca reîntoarcerea promisă în biblie a mesiei.

Alte caracteristici ale mișcării includ consumul spiritual de cannabis, respingerea societății moderne (denumită "Babylon") și diverse aspirații sociale și politice, de exemplu învățăturile lui Marcus Garvey (publicist jamaican, organizator și separatist de culoare), văzut ca profet și ale cărui viziuni politice și culturale l-au ajutat pe Leonard Howell să dezvolte fundația viziunii sale asupra unei noi lumi. Mișcarea Rastafari a apărut în Jamaica în secolul XX și proclamă Africa (denumită "Zion") ca fiind locul real unde s-a găsit corpul primului om.

Denumirea de Rastafari provine de la Ras (traducere liberă "Cap", titlu etiopian echivalent cu Duce) și Tafari Makonnen, numele înainte de încoronare a lui Haile Selassie I.

## Viziuni universale și doctrine

### Jah
Rastafarienii sunt monoteiști ce venerează un singur Dumnezeu, numit Jah. Ei considera ca Dumnezeu traieste in fiecare dintre oameni, de unde vine expresia "I and I". Invataturile lui Iisus sunt urmate de Rastafarieni, dar cu toate acestea ei cred că aceste învățături au fost viciate de către Babylon, unii crezând că acesta nu ar fi putut să facă miracole.

### Sfânta Treime
Crezul Rasta în legătură cu Sfânta Treime are, în mare parte, referințe la numele Haile Selassie ce înseamnă Puterea Sfintei Treimi în limba Gî'îz, dar semnificația exactă variază. O parte din ei considera ca Sfânta Treime ar fi de fapt Tatal, Fiul și Mama, considerând ca a crede în celălalt "tip" de Sfântă Treime este un fel de politeism. 

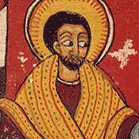
Pictură din Etiopia reprezentând Iisus, secolul 18

### Iisus Hristos
Rastafarienii consideră ca învățăturile lui Iisus au fost distorsionate de către lumea modernă Babylon, de aceea ei consideră ca s-a adeverit profeția din Cartea Revelațiilor, prin venirea lui Haile Selassie.
Rasta susțin că Iisus a fost negru și că societatea (Babylon) l-a înfățișat ca fiind alb timp de secole pentru a suprima adevărul și a pune stăpânire asupra omenirii.

#### Haile Selassie
Haile Selassie (1892-1975) a fost împăratul Etiopiei din 1930 până în 1974. Multi Rasta pretind ca el a fost un fel de manifestare a lui Jah pe Pământ. Tot ei pretind că el îi va conduce pe cei îndreptățiți la crearea lumii perfecte, denumită Zion. Zion ar fi paradisul suprem al rastafarienilor.

Rasta spun că venirea lui Selassie a fost profețită în Cartea Revelațiilor (Biblia finală). 
Psalmul 87:4-6 este de asemenea interpretat ca fiind prezicerea încoronării lui Haile Selassie I. În timpul încoronării lui Selassie i s-au atribuit multe din titlurile găsite în Biblie, cum ar fi Regele Regilor, "Leul lui Iuda" sauAlesul Domnului. Acesta este si unul din motivele pentru care se crede ca el are legaturi divine.

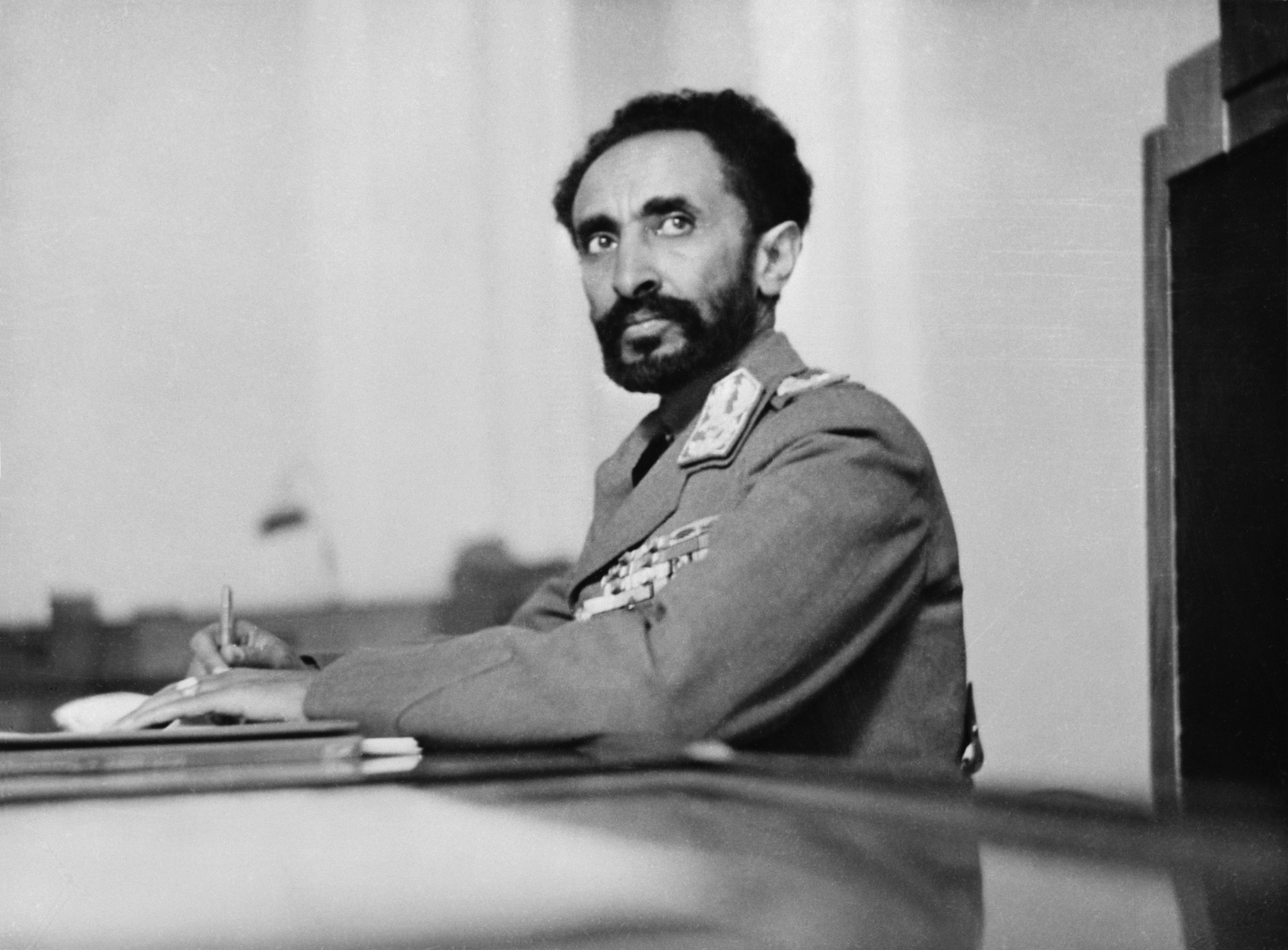
Împăratul Haile Selassie I al Etiopiei

Majoritatea Rastafarienilor care cred ca Haile Selassie este Jah rastafari nu acceptă posibilitatea morții sale absolute, de aceea ei insistă ca presupusa moarte a lui Selassie în 1975 este o înșelătorie și că acesta se va întoarce să-și elibereze adepții, sau ca acesta continua sa traiasca prin fiecare om, prin invataturile transmise, la fel cum considera ca fiecare om are o bucata de Dumnezeu. Unii Rasta de azi consideră acest lucru o îndeplinire a profeției găsită în Biblie (2 Esdras - 7:29).

Haile Selassie a fost al 225-lea dintr-o linie neîntreruptă de monarhi etiopieni, descendenți din Regele Solomon și Regina Sheba.

Pentru rastafarieni Selassie rămâne o parte importantă a credinței lor.

### Zion și Babylon
Rasta susțin că Muntele Zion (Africa, în special Etiopia) este pământul ce Jah le-a promis. Pentru a atinge acest scop ei resping societatea modernă Babylon și o consideră total coruptă. "Babilonul" este văzut ca o rebeliune împotriva "Conducătorului de drept al Pământului" Jah, încă din perioada regelui biblic Nimrod.

Muzica Raggae este plină de referiri către Zion; printre cele mai bune exemple este melodia lui Bob Marley numită "Zion Train" sau "Iron Lion Zion",sau Alborosie "Holy Mount Zion", precum și melodia "Road to Zion" a lui Damian Marley. În ultimii ani referiri către Zion s-au făcut și în alte genuri de muzică (pop) de artiști ca Ben Harper, Soldiers of Jah Army SOJA, Jah Roots,  Sinéad O'Connor, Lauryn Hill sau Boney M.

#### Paradisul
Rastafarienii cred în imortalitate, de aceea susțin că unii dintre ei vor continua să trăiască pentru totdeauna în corpurile lor actuale. Probabil cel mai bun exemplu este refuzul lui Bob Marley de a-și scrie testamentul, în ciuda cancerului în stare avansată de care suferea (și a controverselor ce au urmat după moartea sa în împărțirea bunurilor).
În poezia rastafari și în lirica muzicii raggae se găsesc unele descrieri a așa-numitului Paradis pe Pământ.

### Ceremonii
În religia Rasta sunt două tipuri de ceremonii:
Discuția rațională
Este un eveniment simplu prin care rastafarienii se adună, fumează cannabis ("ganja") și dezbat fapte etice, sociale și religioase. Persoana ce are onoarea de a aprinde țigara de canabis rostește o scurtă rugăciune înainte, iar ganja este dată mai departe în sensul acelor de ceasornic, excepție făcând perioadele de război când se oferă în sensul opus.
Grounarea
Binghi sau grounarea este o zi sfântă (21 aprile). Se sărbătorește în onorea vizitei lui Haile Selassie în Jamaica din anul 1966.

Numele de Binghi derivă din Nyabinghi, un ordin (acum extins) al militanților de culoare neagră din Africa de est. Se sărbătorește prin mult dans, cântec, ospăț și fumat canabis. Ceremonia poate dura câteva zile.
Alte dăți în care o ceremonie binghi poate avea loc:
- 7 ianuarie - Crăciunul ortodox etiopian;
- 6 februarie - Ziua de naștere a lui Bob Marley;
- 20 aprilie - ziua dinaintea venirii lui Selassie în Jamaica și ziua internațională a canabisului;
- 21 aprile - aniversarea vizitei împăratului Haile Selassie I în Jamaica. Zi cunoscută și ca Ziua Grounării;
- 23 iulie - Ziua de naștere a lui Haile Selassie;
- 17 august - Ziua de naștere a lui Marcus Garvey;
- 11 septembrie - Anul nou în  Etiopia;
- 2 noiembrie - Încoronarea lui Haile Selassie I.

### Biserica

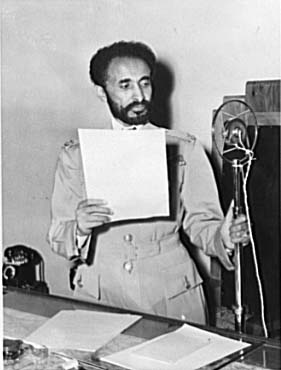
Haile Selassie I ținând un discurs radiofonic

În general rastafarienii consideră că propriul corp este adevărata biserică sau templu lui Dumnezeu, de aceea nu văd necesară construirea fizică a unor clădiri.

### Dieta
Mulți rastafarieni consumă un număr limitat de cărnuri în concordanță cu legile Vechiului Testament; nu mănâncă fructe de mare sau porc. Majoritatea se abțin de la a mânca orice fel de carne, spunând că mâncând carne transforma corpul într-un cimitir, acest lucru întâmplându-se și in perioada jurământului Nazirite. Mâncarea aprobată de rastafarieni se numește ital (pronunțat "Aital").
Consumul de alcool este în general considerat ca fiind nesănătos pentru modul de viață a unui rastafarian, în mare parte din cauză că este văzut ca o unealtă a Babylonului de a aduce confuzie lumii.

### Cannabisul
Pentru rastafarieni consumul cannabisului, denumit și vindecarea națiunii, este un act de spiritualism deseori însoțit de studiu de biblie. 

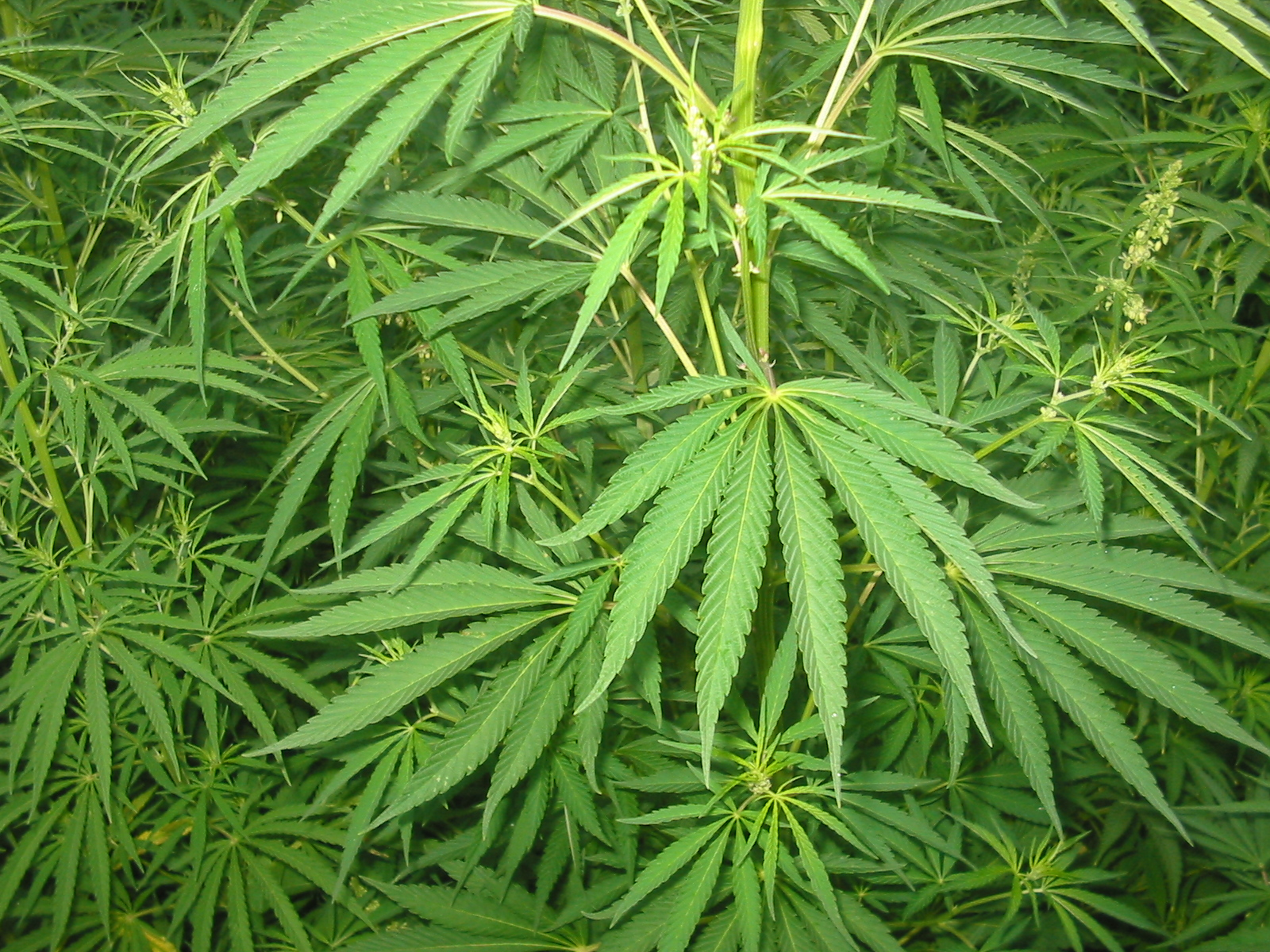
Frunze de Cannabis

Aceștia consideră fumatul ca fiind un act religios ce curăță corpul și mintea, vindecă sufletul, facilitează pacifismul, aduce plăcere și îi aduce mai aproape de Jah. În secolul VIII canabisul a fost introdus în Africa centrală și de sud de către negustori arabi, unde este cunoscut sub numele de dagga. Fumatul cannabisului a a devenit un stereotip pentru lumea modernă, cu toate că - deși considerată benefică - nu este obligatoriu consumarea ei de către un rastafarian.

După spusele multora, ilegalitatea canabisului în majoritatea țărilor este dovada ca persecuția rastafarienilor este o realitate. Ei nu sunt surprinși ca este ilegală, considerând cannabisul o substanță puternică pentru a deschide mințile oamenilor către adevăr, un lucru nedorit de Babylon.

Versete din Biblie ce sunt considerate de rastafarieni că justifică folosirea canabisului: Geneza 1:11; Geneza 1:29; Geneza 3:18; Psalmii 104:34.

#### Probleme legale
- În 1998, avocatul poporului din SUA, Janet Reno a enunțat o opinie legală cum că aceștia nu au dreptul religios de a consuma cannabis, deoarece intră sub incidența legilor drogurilor. O poziție similară o are și Regatul Unit unde Curtea de apel a stabilit că libertatea de exprimare religioasă nu este îngrădită de legile împotriva drogurilor.
- Pe 2 ianuarie 1991, pe aeroportul internațional din Guam (teritoriu SUA), Ras Iyah Ben Makahna (Benny Guerrero) a fost arestat pentru posesia și importul de marijuana și semințe de marijuana. Curtea a decis că consumul este acceptat când este folosit în obiective religioase, dar importul acesteia nu este. Graham Boyd, avocatul lui Guerrero a precizat că decizia curții este echivalentă cu a spune că "vinul are valoare spirituală pentru creștini, dar trebuie să-ți crești singur strugurii".[10]
- Cu toate acestea, în iunie 2008, Curtea de Casație din Italia a decis că rastafarienii trebuie lăsați să dețină în mod legal o anumită cantitate de canabis numai pentru folosirea în scopuri religioase.[11][12]

### Simboluri

#### Leul
Leul este simbolul lui Haile Selassie. Iisus Cristos este descris ca "leul lui Iuda"" în biblie și din acest motiv Selassie este văzut ca reîncarnarea lui Iisus.

#### Dreadlock

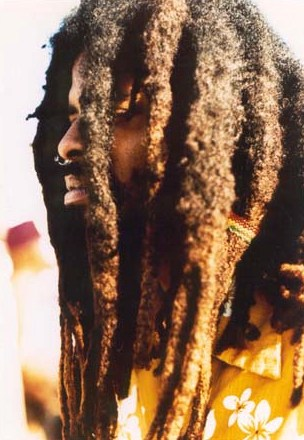
Dreadlock

Purtarea de dreadlock este strâns asociat cu mișcarea, dar nu obligatorie sau exclusivă pentru adepții săi. Rastafarienii susțin că coafura dreadlock este susținută de religie prin diverse versete din biblie și Cartea Numerelor, de asemenea fiind o metodă de a arăta că trăiesc natural, acest tip de păr formându-se daca părul nu este pieptănat o perioada mare de timp. Adesea s-a sugerat că dreadlock-urile rasta sunt copiate din Kenya în anul 1953, pe când imaginile cu insurgenți kenieni purtând dreadlock au ajuns în Jamaica prin ziare sau reviste. Cu toate acestea, un studiu recent a lui Barry Chevannes a sugerat că primele coafuri dreadlock a rastafanienilor provin de la un sub-grup cunoscuți ca Credința tineretului de culoare neagră în anul 1949.
Rasta asociază procesul de creștere a părului în acest mod (dreadlock) ca fiind o călătorie spirituală a minții și sufletului în care doar răbdarea este cheia. Modul natural de creștere a dreadlock-urilor este de a lăsa părul să crească în mod liber, fără a-l tunde sau a-l pieptăna, ci doar spălat cu apă pură.
Pentru rastafarieni foarfecele, lama de ras și pieptănul sunt cele trei obiecte inventate de Babylon.

## Cultura

### Politica
Cultura Rastafari nu încurajează implicarea în politică. Ba mai mult, în stadiile primare ale mișcării, rastafarienii nu votau din principiu.
La alegerile din 1962 din Jamaica Sam Brown a format Partidul Poporului în Suferință. Deși a primit doar 100 de voturi, s-a considerat ca fiind un act puternic pentru Rasta prin participarea la scrutin.

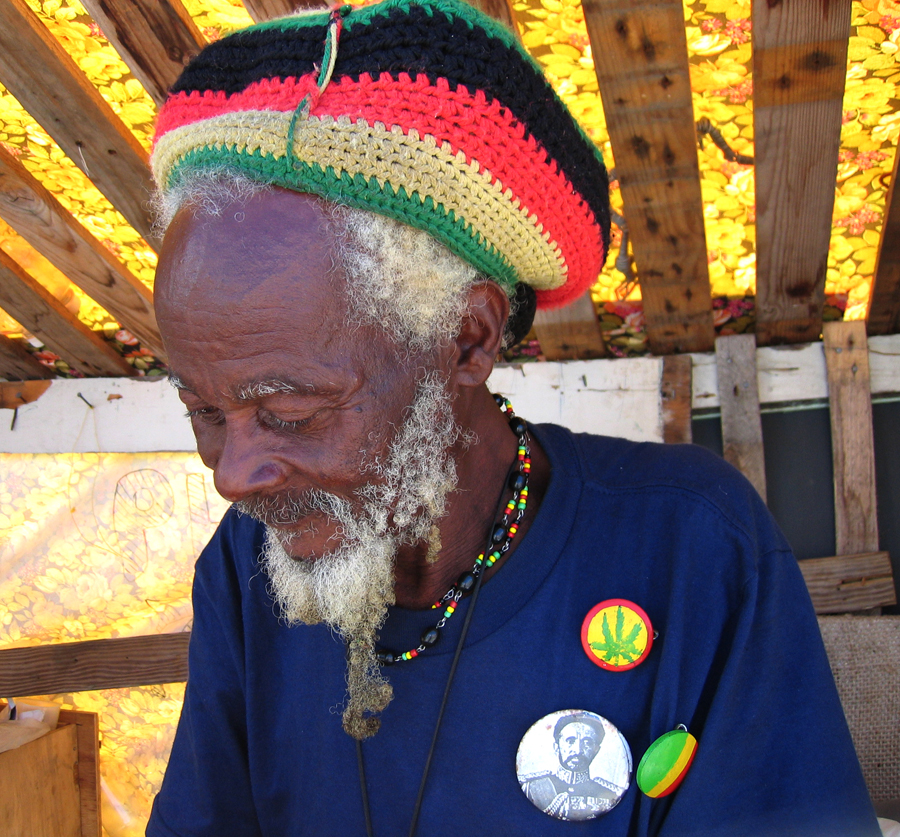
Rastafarian în Barbados

### Limba
Rasta susține că limba lor originală, limba africană, a fost furată când au fost reținuți și folosiți în negoț ca sclavi și că limba engleză a fost o limbă impusă de colonialiști. Aceștia au modificat vocabularul și dialectul, în dorința de confruntare cu Babylonul.
"-ism"
Rastafarienii resping sufixul "-ism". Ei văd în cultura modernă Babylon o varietate de cuvinte ce se termină în "-ism", cum ar fi capitalism, comunism și nu doresc a lua parte la acestea. Aceștia resping și termenul de Rastafarianism și de aceea au existat conflicte între rasta și membrii ai comunității academice care doreau să denumească oficial această religie cu terminația -ism. Cu toate acestea s-au efectuat și cursuri despre Rastafari folosind vocabularul propriu.

### Muzica
Muzica a avut un rol important în mișcarea Rastafari. Conexiunea dintre rasta și unele tipuri de muzică ca reggae a fost făcută cunoscută și de faima internațională a unor muzicieni precum Bob Marley sau Peter Tosh.
Cântecele Niyabinghi sunt auzite la ceremoniile numite grounări și include bătutul la tobe, dansatul și fumatul ritualic de ganja. Toba este un simbol al rastafarienilor africani, iar unii adepți susțin că sufletul lui Jah se află în interiorul său.

##### Reggae
Reggae a apărut printre negrii săraci din Trenchtown. Muzicienii din Jamaica au combinat stiluri auzite la radio din SUA ca R&B și Jazz cu muzica tradițională, ca mai apoi să devină reggae sub influența muzicii soul.
Muzica reggae a început să fie ascultată pe plan internațional în anii 1970, mulțumită artiștilor ca Bob Marley ce a și popularizat mișcarea Rastafari în lume.
Alți cântareți de muzică reggae sunt Peter Tosh, Freddie McGregor, Toots & the Maytals, Burning Spear, Black Uhuru, Prince Lincoln Thompson, Bunny Wailer, Prince Far I, Israel Vibration, The Congos, Mikey Dread, Don Carlos, The Viceroys, The Itals, Cornell Campbell, The Meditations, Wailing Souls, Norris Reid, Michael Phrophet, The Heptones, Barrington Levy, Gregory Isaacs, Dennis Brown, Twinkle Brothers, Eek-a-Mouse, Damian Marley, Julian Marley, Max Romeo, Alborosie , Mr. Levy și mulți alții.

##### Burru
Un alt stil de muzică rasta se numește burru ce se centralizează pe folositea a trei tipuri de tobe, stil ce a fost copiat mai apoi de unii D.J. hip hop.
Există câteva filme jamaicane ce sunt esențiale istoriei Rasta, cum ar fi Rockers, The Harder They Come, Land of Look Behind și Countryman.

## Oameni influenți

#### Marcus Garvey

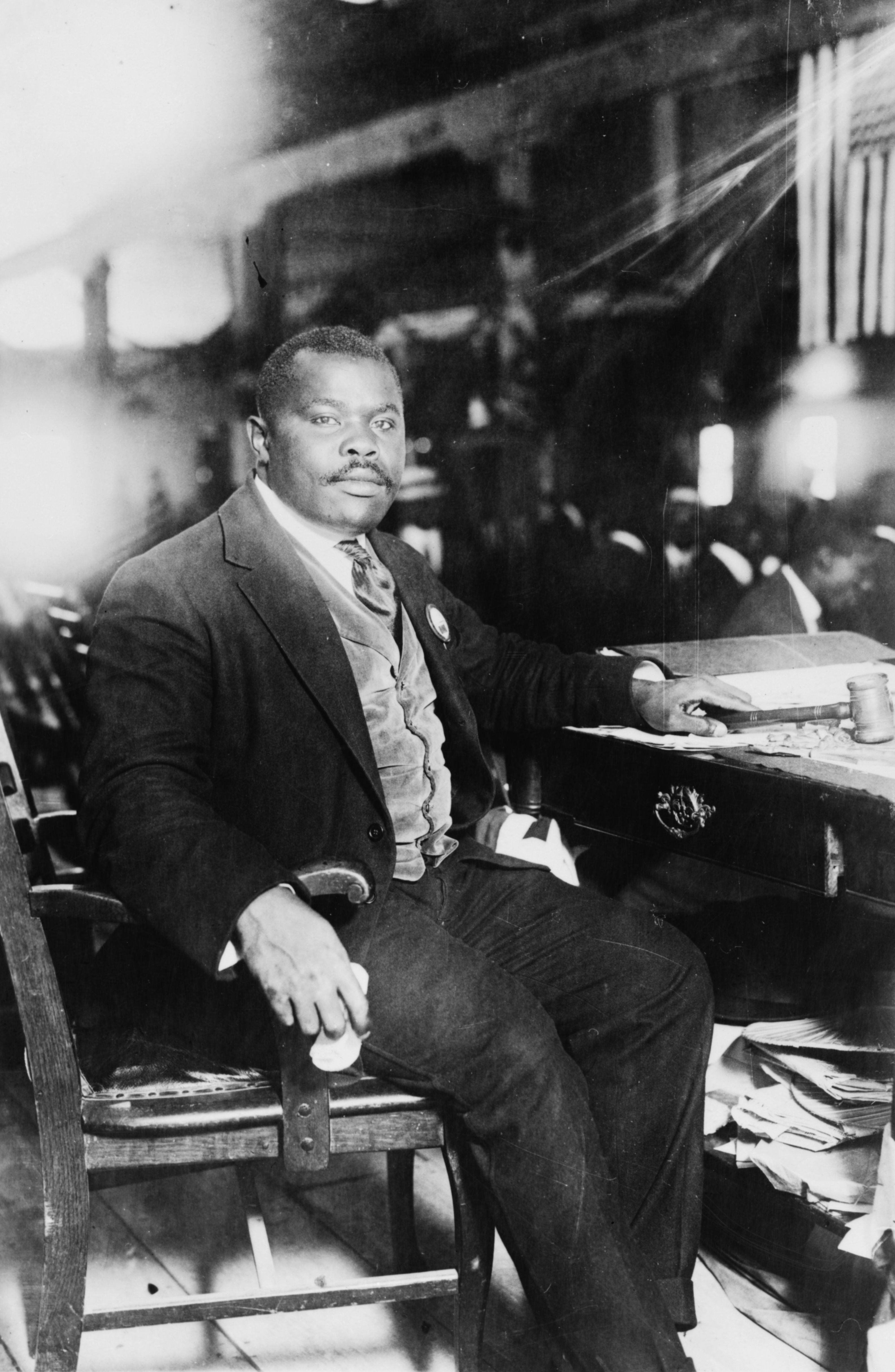
Marcus Garvey

Rastafarienii îl văd pe Marcus Garvey ca pe un profet ce a modelat semnificativ mișcarea. Adesea el este văzut și ca fiind un al doilea Ioan Botezătorul.
Garvey a promovat Naționalismul de culoare, Separatismul de culoare și Pan-Africanismul.

#### Leonard Howell
Leonard Howell a fost descris ca fiind primul Rasta, și primul persecutat deoarece refuza loialitatea față de Regele Angliei George V.

#### Walter Rodney
În 1968 Walter Rodney, un naționalist Guyanez, autor și profesor universitar publică un pamflet intitulat "Grounarea cu frații mei" (en: The Groundings with My Brothers). Acest pamflet devine rapid un punct de plecare pentru mișcarea Black Power. Combinată cu învățături Rasta, această filozofie de viață cuprinde rapid statele vecine ca Guyana, Trinidad și Tobago, Dominica, și Grenada.

#### Bob Marley
Bob Marley este considerat omul care a popularizat mișcarea Rastafari pe plan mondial, prin intermediul muzicii Reggae.

## Rastafari în ziua de azi
Astăzi, mișcarea rastafari este răspândită pe întreg Pământul, în mare parte contribuind muzica reggae a lui Bob Marley. În anul 1997 existau în jur de un milion de adepți Rastafari.
Prin pretinderea că Haile Selassie I este mesia reîncarnat, Rastafari este vazută ca o mișcare religioasă nouă, ce provine din Iudaism și Crestinism.
Mulți adepți susțin că Rasta nu este deloc o "religie", ci doar un "stil de viață".
În 1996, Societatea Internațională pentru Dezvoltare Rastafari a primit statutul de consulativ de către Națiunile Unite.
Astăzi printre rastafarieni se includ și grupuri etnice diferite precum americanii nativi, albii, Māori, indonezienii sau tailandezii.